# Faxe Kondi

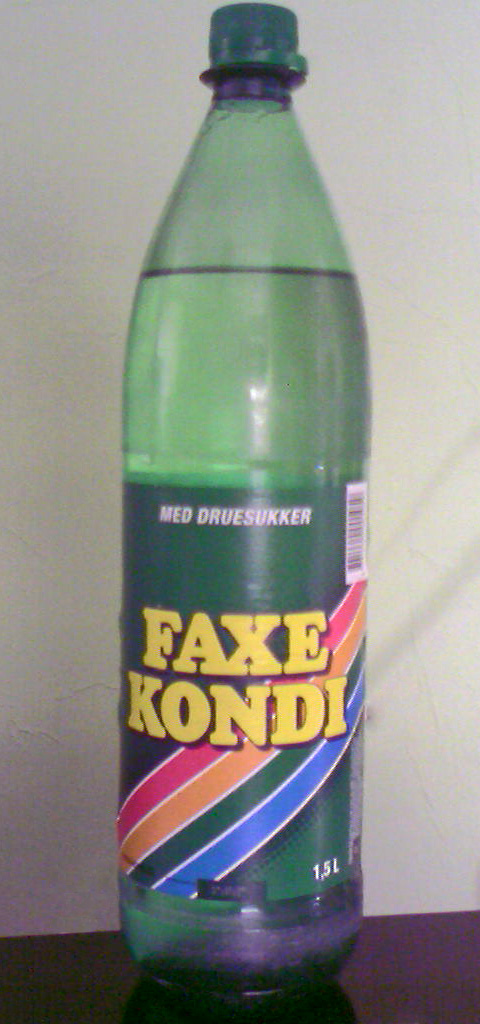
Una bottiglia di Faxe Kondi.

Faxe Kondi è una bevanda analcolica prodotta in Danimarca sin dal 1971 dalla Faxe Bryggeri. È commercializzata come bevanda sportiva, dato che contiene sia glucosio che saccarosio, nonché caffeina. Originariamente, la bevanda fu venduta confezionata in bottiglie di birra, in quanto la Faxe Bryggeri era un birrificio.
Le bevande della Faxe detengono una forte posizione di mercato in Groenlandia, dove viene imbottigliata a Nuuk da materiale grezzo proveniente via mare dalla Danimarca. I consumi di Faxe Kondi in Groenlandia corrispondono al 33% dei consumi totali di bevande analcoliche nel Paese (con una media di 42 litri pro capite per anno).
La bevanda ha sponsorizzato dal 1996 al 2001 il campionato danese di calcio.